# Nymula
Nymula är ett släkte av fjärilar. Nymula ingår i familjen Riodinidae.

## Dottertaxa tillNymula, i alfabetisk ordning[1]
- Nymula abaris
- Nymula agle
- Nymula apame
- Nymula arche
- Nymula arctos
- Nymula ariadne
- Nymula attilia
- Nymula brennus
- Nymula calyce
- Nymula cavifascia
- Nymula chaonia
- Nymula cinerea
- Nymula cyneas
- Nymula dirca
- Nymula enimanga
- Nymula eroe
- Nymula ethelinda
- Nymula ferruginea
- Nymula furva
- Nymula gela
- Nymula gnosis
- Nymula hewitsoni
- Nymula ingens
- Nymula labdacus
- Nymula laodamia
- Nymula magnifica
- Nymula manius
- Nymula maravalica
- Nymula menalcidas
- Nymula mesoleucum
- Nymula mycone
- Nymula nycteus
- Nymula nymphidioides
- Nymula ochra
- Nymula odites
- Nymula orestes
- Nymula orontes
- Nymula paulistina
- Nymula pedronia
- Nymula pelope
- Nymula phillone
- Nymula phliasus
- Nymula phylacis
- Nymula phylleus
- Nymula pittheus
- Nymula praeclara
- Nymula quinoni
- Nymula regulus
- Nymula satyroides
- Nymula sicyon
- Nymula soranus
- Nymula soronus
- Nymula sperthias
- Nymula sylvarum
- Nymula tenes
- Nymula titia
- Nymula velabrum
- Nymula velazquezi
- Nymula versicolor
- Nymula victrix